# Освајачи олимпијских медаља у атлетици — крос појединачно за мушкарце
Освајачи олимпијских медаља у атлетици за мушке у дисциплини крос појединачно, која је на програму игара била само три пута, приказани су у следећој табели.
Дужина стазе била је сваки пут другачија, па је тако 1912. године износила 12 км 1920. године 8 км, a 1924. године 10,650 км. 
| Олимпијске игре        | Злато                   | Злато   | Сребро                     | Сребро  | Бронза                    | Бронза  |
| ---------------------- | ----------------------- | ------- | -------------------------- | ------- | ------------------------- | ------- |
| Стокхолм 1912. детаљи  | Ханес Колемајнен Финска | 45:11,6 | Хјалмар Андерсон · Шведска | 45:44,8 | Џон Еке · Шведска         | 46:37,6 |
| Антверпен 1920. детаљи | Паво Нурми · Финска     | 27:15,0 | Ерик Бакман · Шведска      | 27:15,6 | Хеики Лиматаинен · Финска | 27:37,0 |
| Париз 1924. детаљи     | Паво Нурми · Финска     | 32:54,8 | Виле Ритола · Финска       | 34:19,4 | Ерл Џонсон САД            | 35:21,0 |